# Andamanenhoningvogel
De Andamanenhoningvogel (Dicaeum virescens) is een zangvogel uit de familie Dicaeidae (bastaardhoningvogels).

## Verspreiding en leefgebied
Deze soort is endemisch op de Andamanen, een eilandengroep in de Golf van Bengalen.